# Беттелхэм, Бернард Джин
Бернат Беттелхэм или Бернард Джин Беттелхэм (яп. 伯徳令 или 伯特令; 1811, Братислава — 9 февраля 1870, Brookfield, Миссури) — миссионер венгерского происхождения, действовавший на Окинаве, первый активный протестантский миссионер.

## Биография
Беттелхэм родился в 1811 году в известной венгерско-еврейской семье в Прессбурге (Познань), Королевство Венгрия (ныне Братислава, Словакия). Он учился с самого раннего возраста, стремясь стать раввином и считал себя венгром. Говорят, что к десяти годам он, помимо венгерского, умел читать и писать на французском, немецком и иврите, хотя, если верить его биографии, он ушел из дома в 12 лет, и продолжил обучение в пяти разных школах. Беттелхэм получил степень в области медицины в школе в Падуе в Италии в 1836 году и, как говорят, в течение следующих трех лет защитил не менее 47 «научных диссертаций». В эти годы он много путешествовал, практикуя медицину в ряде итальянских городов. Он также побывал на борту египетского военного судна и в турецком городе Магнезия, где в 1840 году он начал изучать христианство. Он принял христианство и вскоре был крещен в Смирне.
Во время своего пребывания в Османской империи проводил богословские дебаты с местными раввинами и публиковал брошюры по этому вопросу на французском языке. Столкнувшись со спорами о заработной плате в Константинополе и уйдя со своего поста, Беттелхэм отправился в Лондон, где надеялся получить разрешение от Англиканской церкви проповедовать еврейским общинам. За это время он познакомился с рядом других выдающихся миссионеров, в том числе с доктором Питером Паркером, Карлом Гютцлаффом и Дэвидом Ливингстоном. После нескольких месяцев споров с Англиканской церковью, которая отказывалась признавать его европейские дипломы, настаивала, чтобы он учился в Оксфорде или Кембридже, и с подозрением относилась к тем, кто так недавно перешел из иудаизма, Беттелхэм отказался от этого конкретного поиска, хотя и остался в Лондоне.
Некоторое время спустя Беттелхэм стал натурализованным британским подданным, женился на дочери известного производителя нитей, и в 1844 году у него родился первый ребенок; ее назвали Виктория Роуз. После дальнейших споров с различными христианскими организациями, в том числе с Лондонским обществом содействия христианству среди евреев (еврейско-христианское миссионерское общество, ныне известное как Служение Церкви среди еврейского народа или CMJ), он согласился на назначение медицинским миссионером в Наху при Военно-морской миссии Лучу. 9 сентября 1845 года Беттелхэмы прибыли в Гонконг в январе следующего года; их второй ребенок, Бернард Джеймс Гутцлафф Беттелхэм, родился в пути, в море. После нескольких месяцев в Гонконге, изучения китайского языка и общения с британским миссионерским обществом там, Беттелхэм отправился на Окинаву со своей семьей в апреле 1846 года.

## Деятельность на Окинаве
Беттелхэм прибыл на Окинаву из Гонконга 30 апреля 1846 года в сопровождении своей жены Элизабет, дочери Виктории Роуз (родилась в 1844 году), сына Бернарда Джеймса (родился в ноябре 1845 года), «Мисс Джейн», репетитора и школьной учительницы, и Лю Ю-Кана, переводчика с кантонского языка на борту британского судна «Старлинг». Корабль был встречен в Нахе местным начальником порта, который возражал против высадки миссионера. Капитан не бросал ему вызов и стремился удержать Беттелхэмов на борту. Однако у доктора Беттелхэма были другие идеи. Он подкупил нескольких членов экипажа, чтобы те помогли ему перевезти его имущество на окинавские корабли, в то время как доктор пригласил несколько докеров-окинавцев на нижнюю палубу и угостил их выпивкой. Пьяных жителей Окинавы убедили вывезти Беттелхэмов и их имущество на берег; когда они прибыли, уже стемнело, и было слишком поздно поворачивать назад. Местные власти предложили семье убежище в Гококу-дзи храм на ночь, и священники, проживающие там, ушли из уважения к частной жизни женщин. На следующее утро Беттелхэмы отказались уезжать. Они оставались в Гококу-дзи в течение семи лет.
Беттелхэм не пускал законных обитателей храма и прихожан-мирян, отчасти обвиняя их в том, что они пытаются навязчиво взглянуть на его жену. Он выбросил ряд предметов, которые, по его мнению, были «языческим убранством идолопоклонства», и считал свое занятие храма, вопреки воле местных властей, маленькой победой христианства над этим языческим народом.
Во время пребывания на Окинаве 8 декабря 1848 года у Беттелхэмов родилась вторая дочь. Её звали Люси Фанни Лучу, и она прославилась тем, что была первой европейкой, которая родилась на Окинаве. Лю Ю-Кан, переводчик Беттелхэма, покинул Окинаву в марте 1849 года после конфликта, возникшего между ним и семьей, и начал сотрудничать с властями Окинавы против интересов Беттелхэма. Беттелхэм пытался втереться в доверие к местным властям, предлагая преподавать различные предметы, в том числе английский, географию и астрономию, а также оказывать медицинские услуги местным жителям, но получил отказ; однако ему предоставили репетитора для изучения китайского языка. Его отношение и действия по отношению к властям Окинавы были описаны как грубые и экстравагантные, а один иностранный посетитель острова отметил, что Беттелхэм и власти «жили в состоянии неприкрытой враждебности». Местным жителям было запрещено продавать иностранцам, и торговцы часто покидали свои прилавки, когда приближались Беттельхеймы, опасаясь быть обвиненными в сделке с иностранцами; Беттелхэмы просто брали все, что хотели, и оставляли столько монет, сколько считали нужным. У доктора также появилась привычка вторгаться в частные дома, где он пытался проповедовать. Он нарушал общественные собрания, распространял брошюры, которые были конфискованы мэцукэ (магистратами), и громко проповедовал за воротами замка Сюри. Однажды, после того, как его выгнали из частного дома, он был избит и забросан камнями несколькими охранниками. Вскоре недалеко от Гококу-дзи был установлен сторожевой пост, и охранникам было поручено сопровождать доктора Беттелхэма, когда он путешествовал по Наха, Сюри и окрестностям. Вскоре он привлек внимание лордов провинции Сацума в Японии, вассалом которой было королевство Рюкю, а также китайских властей в Фукиене, которые обсудили этот вопрос с британскими чиновниками в Кантоне и Гонконг; постыдная деятельность доктора какое-то время скрывалась от его спонсоров и связанных с ними организаций в Лондоне.
На протяжении всего своего пребывания на Окинаве Беттелхэм ревностно вел дневники и поддерживал связь со своими британскими спонсорами, написав множество писем. Он утверждал, что овладел окинавским языком, написал перевод Священных Писаний на окинавский (шрифтом кана) и вовлек простых жителей Окинавы в интенсивные богословские дебаты, хотя историк Джордж Х. Керр выразил сомнения; эти утверждения, скорее всего, были грубыми преувеличениями, неправильными представлениями со стороны Беттелхэма или чистыми вымыслами. Он столкнулся с множеством препятствий на Окинаве и возложил вину за большинство этих трудностей на правительство Рюкюаня, обвинив их в заговоре против него, или решил рассматривать их как то, что он был испытан Богом или сорван дьяволом. Он считал себя переводчиком для всех жителей Запада, которые должны прибыть, и спешил на пляж, увидев такой корабль. Его также часто заставляли переводить петиции правительства Рюкюаня, в которых вновь прибывшим иностранцам предлагалось взять доктора Беттелхэма с собой; говорят, что он добросовестно и беззастенчиво перевел и передал эти петиции.
К 1849 году деятельность Беттелхэма привлекла внимание самого высокого уровня Кабинета министров в Лондоне. Несмотря на большую личную неприязнь к Беттелхэму со стороны нескольких высокопоставленных чиновников, была замечена возможность каким-то образом воспользоваться ситуацией, чтобы добиться использования Наха в качестве нейтральной торговой площадки и плацдарма или операционной базы для оказания давления на Японию. Предпринимались попытки использовать Беттелхэм в качестве посредника в этих целях, но правительство Рюкюаня отказалось торговать, сославшись на свои законы против этого (наложенные на них как часть японского политика) и отсутствие у них излишков товаров для торговли; кроме того, британские власти вскоре поняли, что Беттелхэм, по сути, бесполезен, не имея истинных знаний о работе королевства или его торговой политике, и не добился значительных успехов в качестве миссионера. Было решено, что единственной угрозой для Беттелхэма было то, что он навлек на себя гнев рюкюанцев, но в конце концов правительство королевы Виктории решило время от времени посылать корабли, чтобы присматривать за ним. В ответ на эти визиты и другие факторы контроль Рюкюаня над Беттелхэмом и Гококу-дзи был ужесточен, а его взаимодействие с правительством Рюкюаня или простыми людьми значительно сократилось.
Когда коммодор Мэтью Перри прибыл в Японию в 1854 году, Беттелхэм поднялся на борт своего корабля, чтобы встретиться с ним. Как и прежде, благодаря своему пониманию языка и культуры, Беттелхэм проявил себя как человек, обладающий уникальной квалификацией для представления позиции Рюкюаня по различным вопросам американцам. Беттелхэм вступил в конфликт с различными членами команды Перри, в частности с переводчиком с китайского языка С. Уэллсом Уильямсом и с правительством Рюкюаня из-за его усилий помочь американцам; в какой-то момент он помог нескольким американцам проникнуть в здание школы в Томари с намерением превратить его в жилье для американцев; в конечном итоге им было отказано и местные власти выгнали их из здания школы. Однако он был весьма почтителен к Перри и стремился помочь ему, насколько это было возможно. Несмотря на недовольство местных властей, Перри был полон решимости использовать Беттелхэма в интересах Соединенных Штатов Америки. Беттелхэм был полезен Перри в качестве советника, представителя и коммерческого агента.
К большому облегчению правительства Окинавы, миссис Беттелхэм и дети покинули остров в феврале 1854 года на борту американского судна снабжения, направлявшегося в Шанхай; Бернард последовал за ними в июле 1854 года, когда коммодор Перри, наконец, уступил просьбе рюкюанцев забрать доктора Беттелхэма. Беттелхэм намеревался вернуться в Англию, но в итоге оказался в Нью-Йорке. Через несколько лет он перевез свою семью на ферму в Иллинойсе. С августа по декабрь 1863 года он служил хирургом в 106-м полку добровольческой пехоты штата Иллинойс. После гражданской войны в США он переехал в Оделл, штат Иллинойс, и управлял аптекой, время от времени читая лекции об Окинаве и Японии. Позже Беттельхеймы переехали в Брукфилд, штат Миссури. Беттелхэм умер 9 февраля 1870 года в возрасте 59 лет и похоронен вместе со своей женой в Брукфилде, штат Миссури.
В мае 1926 года на территории его бывшей резиденции на Окинаве в Гококу-дзи был открыт мемориал в честь Беттелхэма.